# Kunst im öffentlichen Raum in Erfurt
Die Liste ist ein Überblick über die Kunst im öffentlichen Raum in Erfurt.
Für die Figuren aus dem Kinderfernsehen siehe: KiKA-Figuren in Erfurt. Für die Mahnmale für Holocaust-Opfer siehe: Denknadel.
| Foto                                                       | Künstler                                       | Titel                                                                                  | Adresse / Standort | Art                         | Material                                                                              | Entstehungsjahr                                                       | Maße                                            | Motiv |
| ---------------------------------------------------------- | ---------------------------------------------- | -------------------------------------------------------------------------------------- | --- | --------------------------- | ------------------------------------------------------------------------------------- | --------------------------------------------------------------------- | ----------------------------------------------- | --- |
|                                                            |                                                |                                                                                        | Campus der Universität Erfurt | Skulptur                    | Stahl                                                                                 |                                                                       |                                                 | |
|                                                            |                                                |                                                                                        | Campus der Universität Erfurt | Skulptur                    | Stahl                                                                                 |                                                                       |                                                 | |
|                                                            |                                                |                                                                                        | egapark | Skulptur                    | Bronze                                                                                |                                                                       |                                                 | sitzender männlicher Akt |
|                                                            |                                                |                                                                                        | Parkanlage am Löberwallgraben | Skulptur                    | Bronze                                                                                |                                                                       |                                                 | weiblicher Akt |
|                                                            |                                                |                                                                                        | Juri-Gagarin-Ring / Lachsgasse, Skulpturengarten (Lage) | Statue                      | Bronze                                                                                |                                                                       |                                                 | stehender weiblicher Akt |
|                                                            |                                                |                                                                                        | Juri-Gagarin-Ring / Lachsgasse, Skulpturengarten (Lage) | Statue                      | Bronze                                                                                |                                                                       |                                                 | stehender weiblicher Akt |
| Bild gesucht BW                                            |                                                |                                                                                        | Juri-Gagarin-Ring / Lachsgasse, Skulpturengarten (Lage) | Statue                      |                                                                                       |                                                                       |                                                 | stehender männlicher Akt |
|                                                            |                                                |                                                                                        | Dämmchen | Skulptur                    | Bronze                                                                                |                                                                       |                                                 | Nasenbär (?) |
|                                                            | Heinz Scharr                                   | Lob des Lernens                                                                        | Nordhäuser Straße, Haupteingang Universität (Lage) | Wandbild                    | Stahl                                                                                 | 1963                                                                  |                                                 | Studierende |
| Adam-Ries-Denkmal (Dietmar Lenz)                           | Dietmar Lenz                                   | Adam-Ries-Denkmal                                                                      | Michaelisstraße 48 (Lage) | Skulptur                    | Bronze                                                                                | 2002                                                                  |                                                 | Adam Ries |
|                                                            |                                                | Affe                                                                                   | Lowetscher Straße (Lage) | Skulptur                    |                                                                                       |                                                                       |                                                 | Affen |
| Afrikanische Zwergziege                                    | Gerhard Rommel                                 | Afrikanische Zwergziege (Gerhard Rommel)                                               | egapark (Lage) | Skulptur                    | Bronze                                                                                | 1963                                                                  |                                                 | Afrikanische Zwergziege |
| Alfred-Machol-Denkmal (Hans Walther)                       | Hans Walther                                   | Alfred-Machol-Denkmal                                                                  | Nordhäuser Straße 74 (Lage) | Skulptur                    | Bronze                                                                                | 1953                                                                  |                                                 | Alfred Machol |
| Alter Angerbrunnen (Heinrich Stöckardt, Heinz Hoffmeister) | Heinrich Stöckhardt, Heinz Hoffmeister         | Alter Angerbrunnen                                                                     | Anger (Lage) | Skulptur, Zierbrunnen       | Granit, Sandstein, Kupfer                                                             | 6. September 1890                                                     |                                                 | Vorderfront: Wasserspiele, Rückfront: Nutzbrunnen. Flora verkörpert den Erfurter Acker und Gartenbau, männliche Gestalt Industrie, Handwerk und Gewerbe |
|                                                            | Dietmar Lenz                                   | Alter und Jugend                                                                       | Ilvergehofener Platz (Lage; 1980–2007 Nordhäuser Straße, vor dem Seniorenheim) | Skulptur                    | Bronze                                                                                | 1980                                                                  |                                                 | |
| Aufbauhelfer (Fritz Cremer)                                | Fritz Cremer                                   | Aufbauhelfer                                                                           | egapark (Lage) | Skulptur                    | Bronze                                                                                | 1961                                                                  |                                                 | |
| Bild gesucht                                               | Lutz Hellmuth                                  | B · A · C · H                                                                          | Grünanlage an der Martinsbastion der Zitadelle Petersberg | Skulptur                    | Nebraer Sandstein                                                                     | 2000                                                                  |                                                 | |
| Bild gesucht                                               | Gabriele Berger                                | BACHsteine                                                                             | Grünanlage an der Martinsbastion der Zitadelle Petersberg | Skulptur                    | Seeberger Sandstein                                                                   | 2000                                                                  |                                                 | |
|                                                            | Arthur Lewin-Funcke                            | Badende                                                                                | Stadtpark (Lage) | Skulptur                    | Kalkstein                                                                             | 1911                                                                  | Höhe = 1,29 m                                   | |
| Bild gesucht BW                                            | Norbert W. Hinterberger                        | Pumpenhaus Sans Souci; Sans Souci - Ohne Sorgen; Baum - Holz - Kohle                   | Magdeburger Allee 36, Verwaltungsgebäude der Stadtwerke Erfurt GmbH, Atrium-Foyer (Lage)                                                                                                | Skulptur                    | Buchenholz, Kohle, Stahl, Bäume                                                       | 2000                                                                  |                                                 | |
| Bild gesucht BW                                            |                                                | Bildstock Melchendorf                                                                  | katholisches Gemeindezentrum Melchendorf-Dittelstedt (Lage) | Skulptur                    | Sandstein                                                                             |                                                                       | Höhe = ca. 3 m                                  | |
| Binderslebener Knie (Jochen Scheithauer)                   | Jochen Scheithauer                             | Binderslebener Knie                                                                    | Binderslebener Knie (Lage) | Skulptur, Relief            | Beton (Relief), Edelstahl, Farbe (Skulptur)                                           | 2001                                                                  | Höhe (Skulptur) = 8 m                           | |
| Bismarck-Denkmal (Christian Paschold)                      | Christian Paschold                             | Bismarck-Denkmal                                                                       | Anger 33 (Lage) | Skulptur                    | Bronze                                                                                | 2004                                                                  |                                                 | Otto von Bismarck |
|                                                            |                                                | Bismarckdenkmal am Riechheimer Berg                                                    | Riechheimer Berg (Lage) | Skulptur                    |                                                                                       | 1907                                                                  |                                                 | Otto von Bismarck |
|                                                            |                                                | Bösenberg-Brunnen                                                                      | Neuendorfstraße 3/4 (Lage) | Skulptur                    |                                                                                       | 1926                                                                  |                                                 | Herrmann H. Bösenberg |
|                                                            | Karl Lemke                                     | Bremer Stadtmusikanten                                                                 | Mettengasse, Waidspeicher (Lage) | Skulptur, Zierbrunnen       | Bronze                                                                                | 1979                                                                  |                                                 | Die Bremer Stadtmusikanten |
|                                                            | Karl-Heinz Adler                               | Brunnenanlage                                                                          | Einkaufszentrum Thüringenpark (Lage) | Skulptur, Zierbrunnen       | Kunststein                                                                            | 1996                                                                  | Höhe = 4,40 m                                   | |
|                                                            | Günther Reichert                               | Brunnenhaus zum „Sonneborn“                                                            | Große Arche 6, Hochzeitshaus (Lage) | Skulptur                    | Stahl, geschmiedet und montiert                                                       | 1988                                                                  |                                                 | |
| Bild gesucht BW                                            |                                                | Brunnenkreuzchen                                                                       | östlicher Ortsrand Töttlebens am Kirchbrunnen, ca. 50 m südöstlich der Annenkirche (Lage)                                                                                               | Skulptur                    | Sandstein                                                                             |                                                                       | Höhe = 0,95 m, Breite = 0,58 m, Tiefe = 0,22 m  | |
| Bild gesucht                                               | Norbert W. Hinterberger                        | Erfurter Wasserspiele                                                                  | Magdeburger Allee, Verwaltungsgebäude der Stadtwerke Erfurt GmbH, Hof (Lage) | Skulptur, Zierbrunnen       | Edelstahl, Messing, Siebdruck                                                         | 2000                                                                  |                                                 | |
| Bild gesucht                                               | Lucien den Arend                               | BWV 2001                                                                               | Grünanlage an der Martinsbastion der Zitadelle Petersberg | Skulptur                    | Nebraer Sandstein                                                                     | 2000                                                                  |                                                 | |
| Bild gesucht BW                                            | Katharina Häfner, Volker Maul                  | Chingachguck                                                                           | Marbacher Gasse / Michaelisstraße / Moritzstraße (Lage) | Skulptur                    | Kupfer, Keramikmosaik                                                                 | 1998                                                                  |                                                 | Drachenkopf |
|                                                            | Georg Friedrich Carl Kölling                   | Christian-Reichert-Denkmal                                                             | Richard-Breslau-Straße, Gera-Ufer nahe Pförtchenbrücke | Skulptur                    | Seeberger Sandstein                                                                   | 1867, umgesetzt 1900                                                  |                                                 | Christian Reichert |
| Bild gesucht                                               | Helmut Senf                                    | Definierter Raum                                                                       | Gerapark, Künstlerwerkstätten der Stadt, Zugangsbereich | Skulptur                    | Metall                                                                                | 1999                                                                  | Höhe = 5 m                                      | |
|                                                            |                                                | Der Gitarrenspieler und sein lauschendes Mädchen                                       | Luisenpark (Lage) | Skulptur                    | Bronze                                                                                |                                                                       |                                                 | |
| Bild gesucht BW                                            |                                                | Der Lukas, Steinkreuz Schmira                                                          | ca. 1,5 km südwestlich Schmiras an einer ehemaligen Weggabel, auf der Gemarkungsgrenze Schmira-Hochheim (Lage)                                                                          | Skulptur                    | Sandstein                                                                             | 2002                                                                  | Höhe = 1,20 m, Breite = 0,72 m, Tiefe = 0,18 m  | |
|                                                            | Thomas Nicolai                                 | Denkmal für den unbekannten Wehrmachtsdeserteur und für die Opfer der NS-Militärjustiz | Petersberg (Lage) | Skulptur                    | Stahl                                                                                 | 1995                                                                  | Höhe 2 m                                        | Deserteur |
| Bild gesucht                                               | Walter Sachs                                   | Die Alten                                                                              | Kranichfelder Straße, Landesversicherungsanstalt | Skulptur                    | Gabbro                                                                                | 1996                                                                  |                                                 | |
|                                                            | Josep Renau                                    | Die Beziehung des Menschen zu Natur und Technik                                        | Wohngebiet Nordhäuser Straße, ehemaliges Kultur- und Freizeitzentrum (Lage) | Wandbild                    | Mosaik                                                                                | 1979                                                                  |                                                 | |
| Bild gesucht                                               | Walter Sachs                                   | Die Bürde                                                                              | Kranichfelder Straße, Landesversicherungsanstalt | Skulptur                    | Gabbro                                                                                | 1997                                                                  |                                                 | |
|                                                            | Erich Enge                                     | Die Idee wird zur materiellen Gewalt, wenn sie die Massen ergreift                     | Wohngebiet Rieth, Wohngebietszentrum Völkerfreundschaft | Wandbild                    |                                                                                       | 1976                                                                  |                                                 | |
|                                                            | Hubert Schiefelbein                            | Diskutierende Kinder                                                                   | Stadtpark (Lage) | Skulptur                    | Bronze                                                                                |                                                                       |                                                 | |
|                                                            | Thomas Nicolai                                 | Drache Leopold (Andreaslindwurm, Kopfsegment)                                          | Webergasse 19 (Lage) | Skulptur                    | Diabas                                                                                | 1998                                                                  |                                                 | Drachenkopf |
| Bild gesucht                                               |                                                | Ehrengrab Paul Reißhaus                                                                | Hauptfriedhof | Relief                      | Bronze                                                                                | 1921                                                                  |                                                 | Paul Reißhaus |
| Bild gesucht BW                                            |                                                | Ehrenhain für die Märzgefallenen                                                       | Hauptfriedhof, Grabfeld 15E (Lage) | Skulptur                    |                                                                                       | 10. August 1921                                                       |                                                 | Willy von der Weth, Franz Weibezahl, Arthur Walther, Kappputsch |
| Bild gesucht                                               | Max Brockert                                   | Ehrenhain für Opfer des Faschismus                                                     | Hauptfriedhof | Skulptur                    |                                                                                       | 1946                                                                  |                                                 | |
|                                                            | Max Brockert                                   | Ehrenhain I                                                                            | Hauptfriedhof (Lage) | Skulptur                    |                                                                                       | 1946                                                                  |                                                 | Erster Weltkrieg |
|                                                            |                                                | Ehrenhain II                                                                           | Hauptfriedhof (Lage) | Skulptur                    |                                                                                       | 1958                                                                  |                                                 | Zweiter Weltkrieg |
|                                                            | Helmut Braun                                   | Ehrenhain III - Memento                                                                | Hauptfriedhof | Skulptur                    |                                                                                       | 1952                                                                  |                                                 | Zweiter Weltkrieg |
| Bild gesucht                                               | Christian Paschold                             | Emu                                                                                    | egapark | Skulptur                    | Bronze                                                                                | 2006                                                                  |                                                 | Emu |
| Bild gesucht                                               | Florence Fréson                                | ERFURT 2+2+1, September 2000                                                           | Grünanlage an der Martinsbastion der Zitadelle Petersberg | Skulptur                    | 2 × Seeberger Sandstein, 2 × Oberdorlaer Muschelkalk, 1 × Friedewalder Quarzsandstein | 2000                                                                  |                                                 | |
| Bild gesucht                                               | Jürgen Ellenberg                               | Erfurter Städtepartnerschaften                                                         | vor dem Rathaus | Relief                      | Bronze                                                                                | 2000                                                                  |                                                 | Győr, Lowetsch, Vilnius, Kalisz, Mainz, Lille, San Miguel de Tucuman, Shawnee, Xuzhou, Haifa, Kati |
|                                                            | Lutz Hellmuth                                  | Ernst-Benary-Denkmal                                                                   | Benaryplatz (Lage) | Skulptur                    |                                                                                       | 2000                                                                  |                                                 | Ernst Benary |
|                                                            |                                                | Ernst-Thälmann-Denkmal                                                                 | Kilianipark (Lage) | Skulptur                    |                                                                                       |                                                                       |                                                 | Ernst Thälmann |
|                                                            | Anke Besser-Güth                               | Eulenspiegeldenkmal                                                                    | An der Stadtmünze (Lage) | Skulptur                    | Bronze                                                                                | 2001                                                                  |                                                 | Eulenspiegel |
| Familie (Lutz Hellmuth)                                    | Lutz Hellmuth                                  | Familie                                                                                | Juri-Gagarin-Ring, Gewerkschaftshaus (Lage; ehemals Nordhäuser Straße bei der Zahnklinik)                                                                                               | Skulptur                    | Bronze                                                                                | 1979                                                                  |                                                 | |
|                                                            | Hans Walther                                   | Familiengrab der Gartenbaufamilie Schmidt                                              | Hauptfriedhof | Skulptur                    | Schlesische Basaltlava                                                                | 1921                                                                  |                                                 | von sieben Pfeilern überwölbter Sarkophag mit liegender Gestalt |
|                                                            | Volkmar Kühn                                   | Figurengruppe                                                                          | Juri-Gagarin-Ring, Thüringenhaus, Haupteingang (Lage) | Skulptur                    | Bronze                                                                                | 1995                                                                  |                                                 | |
| Bild gesucht                                               | Martin Wetzel                                  | Flora                                                                                  | Wohngebiet Rieth, Einkaufszentrum Berliner Platz | Skulptur                    | Bronze                                                                                | 1981                                                                  |                                                 | |
| Bild gesucht BW                                            |                                                | Foghorns                                                                               | Drosselbergstraße (Lage) | Skulptur                    |                                                                                       |                                                                       |                                                 | |
| Bild gesucht BW                                            | Anne-Katrin Altwein                            | Franz predigt den Vögeln                                                               | vor dem Ursulinenkloster (Lage) | Skulptur                    | Naturstein                                                                            | 1992                                                                  |                                                 | Franz von Assisi |
| Bild gesucht                                               |                                                | Franzosenkreuz, Kurzes Kreuz                                                           | etwa 1100 m südwestlich Kersplebens, 3 m südlich der Straße Erfurt–Kerpsleben an der Straßenkurve                                                                                       | Skulptur                    | Sandstein                                                                             | 1489 (Ersterwähnung)                                                  | Höhe = 1,18 m, Breite = 0,52 m, Tiefe = 0,24 m  | |
| Bild gesucht BW                                            | Steinmetzmeister Schubert aus Erfurt           | Französischer Ehrenhain                                                                | Hauptfriedhof, Gräberfeld 16, Ringallee (Lage) | Skulptur                    |                                                                                       | 1954                                                                  |                                                 | |
|                                                            |                                                | Friedrich-Adolph-Haage-Denkmal                                                         | Blumenstraße 68 | Relief                      |                                                                                       |                                                                       |                                                 | Friedrich Adolph Haage |
| Bild gesucht                                               | Harald Stieding                                | Fuchs und Storch                                                                       | egapark | Skulptur                    | Bronze                                                                                | 1975                                                                  |                                                 | |
|                                                            | Anke Besser-Güth                               | Fünf Reliefs zur Stadtgeschichte                                                       | Horngasse, Hinter der Krämerbrücke (Lage) | Relief                      | Bronze                                                                                | 1975                                                                  |                                                 | |
|                                                            | Sabina Grzimek                                 | Gefährdete Ruhe                                                                        | Hauptfriedhof, Haupteingang, Vorplatz | Skulptur                    | Bronze                                                                                | 1983, aufgestellt 1992                                                |                                                 | |
|                                                            | Thomas Lindner                                 | Giraffe                                                                                | Kreisverkehr Am Zoopark (Lage) | Skulptur                    |                                                                                       | 2012                                                                  |                                                 | |
| Bild gesucht BW                                            | Frank Meyer                                    | Goldener Spatz                                                                         | Keilhauer Gasse (Lage) | Skulptur                    | Polyesterharz laminiert (GFK)                                                         |                                                                       |                                                 | |
|                                                            | Friedrich August Stüler                        | Grabmal von Müffling                                                                   | Brühler Garten | Skulptur, Grabmal           | Seeberger Sandstein                                                                   | 1851                                                                  |                                                 | Karl von Müffling genannt Weiß |
|                                                            | Hellmut Bruch                                  | Große Kreisform                                                                        | Haarbergstraße 72, Katholisches Krankenhaus (Lage) | Skulptur                    | Edelstahl                                                                             | 2004                                                                  | Höhe = 14 m, Breite = 14 m                      | |
|                                                            | Monika Hellmuth-Claus                          | Große Trauernde                                                                        | Hauptfriedhof, vor der Trauerhalle | Skulptur                    | Bronze                                                                                | 1981                                                                  |                                                 | |
|                                                            | Carl Melville                                  | Gustav-Adolf-Brunnen                                                                   | Predigerstraße (Lage) | Skulptur, Zierbrunnen       | Sandstein, Bronze, Messing                                                            | 1911                                                                  |                                                 | Gustav II. Adolf Wasa |
| Bild gesucht BW                                            |                                                | Hamburger Block                                                                        | Hauptfriedhof, Ulmenallee (Lage) | Skulptur                    |                                                                                       |                                                                       |                                                 | |
|                                                            | Peter Fritzsche                                | Hasensäule                                                                             | Dämmchen (Lage) | Skulptur                    | Bronze                                                                                | 1973                                                                  | Länge 0,52 m, Breite = 0,23 m, Höhe = 0,45 m    | Hase |
|                                                            | Thomas Nicolai                                 | Heiliger Benignus von Bischleben                                                       | Kirche St. Benignus in Erfurt-Bischleben (Lage) | Skulptur                    | Carrara Marmor                                                                        | 2011                                                                  | Höhe = 1,80 m                                   | Benignus von Dijon |
|                                                            | Christian Paschold                             | Heinrich-Kellner-Denkmal                                                               | Hof zum Obervierherrn, Regierungsstraße 63/64 | Skulptur                    | Bronze                                                                                | 2012                                                                  |                                                 | Heinrich Kellner |
|                                                            | Georg Kugel                                    | Herrmanns-Brunnen                                                                      | Herrmannsplatz (Lage) | Skulptur                    | Sandstein, Gusseisen                                                                  | 1876                                                                  |                                                 | Karl Herrmann |
| Bild gesucht BW                                            |                                                | Hochheimer Bildstock                                                                   | vor dem Eingangsfoyer der katholischen St.-Bonifatiuskirche Hochheim auf dem Kirchhof (Lage)                                                                                            | Bildstock                   | Sandstein                                                                             | zweite Hälfte des 18. Jahrhunderts                                    | Höhe = ca. 2 m, Breite = 0,30 m, Tiefe = 0,30 m | Süden: St. Bonifazius, Norden: St. Antonius von Padua, Westen: St. Josef, Osten: Kruzifix |
| Hochlandstier (Heinrich Drake)                             | Heinrich Drake                                 | Hochlandstier                                                                          | egapark (Lage) | Skulptur                    | Bronze                                                                                | 1961                                                                  |                                                 | |
|                                                            | Hans Walther                                   | Hochreliefs an der Sparkasse                                                           | Anger 25 | Reliefs                     |                                                                                       | 1930                                                                  |                                                 | links: szenische Verkörperung leichtsinniger Geldverschwendung, rechts: vorsorgendes Sparen, unten: die jeweiligen Folgen |
| Bild gesucht                                               | Dietmar Lenz                                   | Hockende                                                                               | Juri-Gagarin-Ring, Skulpturengarten | Skulptur                    | Beton                                                                                 | 1984                                                                  |                                                 | |
| Bild gesucht                                               | Werner Löwe                                    | Hockende                                                                               | Juri-Gagarin-Ring, Skulpturengarten | Skulptur                    | Steinguss                                                                             | 1987                                                                  |                                                 | |
| Bild gesucht                                               | Stephan Rathgeber                              | Hockende                                                                               | Juri-Gagarin-Ring, Skulpturengarten | Skulptur                    | Naturstein                                                                            | 1987                                                                  |                                                 | |
| Bild gesucht                                               | Lutz Hellmuth                                  | Hockender                                                                              | Juri-Gagarin-Ring, Skulpturengarten | Skulptur                    | Naturstein                                                                            | 1987                                                                  |                                                 | |
|                                                            | Siegfried Krepp                                | Hommage auf Meister Eckhart (Meister Eckhart Tür)                                      | Predigerkirche, Nordportal (Lage) | Skulptur                    | Bronze                                                                                | 1992                                                                  |                                                 | Meister Eckhart |
| Bild gesucht                                               | Rolf Biebl                                     | Hommage J. S. Bach                                                                     | Grünanlage an der Martinsbastion der Zitadelle Petersberg | Skulptur                    | Nebraer Sandstein                                                                     | 2000                                                                  |                                                 | |
|                                                            | Sabina Grzimek                                 | Jugend                                                                                 | Stadtpark, Eingang Robert-Koch-Straße (Lage) | Skulptur                    | Bronze                                                                                | 1980                                                                  |                                                 | |
| Bild gesucht                                               |                                                | Jugendstilplastik                                                                      | Kartäuserstraße 29 | Skulptur, Zierbrunnen       | Steinguss                                                                             | 1902                                                                  |                                                 | Najade |
|                                                            | Lew Kerbel                                     | Juri-Gagarin-Denkmal                                                                   | Juri-Gagarin-Ring, Krämpferstraße (Lage) | Skulptur                    | Bronze                                                                                | 12. April 1986                                                        |                                                 | Juri Gagarin, Zweitguss eines Juri-Gagarin-Denkmals in Moskau |
| Bild gesucht                                               | Martin Wetzel                                  | Kaffeetrinkerin                                                                        | Wohngebiet Rieth, Einkaufszentrum Berliner Platz | Skulptur                    | Bronze                                                                                | 1981                                                                  |                                                 | |
|                                                            | Christian Paschold                             | Känguru                                                                                | egapark | Skulptur                    | Bronze                                                                                | 2006                                                                  |                                                 | Känguru |
|                                                            | Helmut Braun                                   | Lebensfreude                                                                           | Wendenstraße (Lage) | Skulptur                    |                                                                                       | 1973                                                                  |                                                 | |
|                                                            |                                                | Leopold-Wilhelm-Meinecke-Denkmal                                                       | Meineckestraße (Lage) | Skulptur                    |                                                                                       | 1861                                                                  |                                                 | Leopold Wilhelm Meinecke |
|                                                            | Eberhard Rappold                               | Lesende                                                                                | Wendenstraße (Lage) | Skulptur                    | Bronze                                                                                |                                                                       |                                                 | stehende junge Frau mit Buch |
| Bild gesucht                                               | Martin Wetzel                                  | Lesender                                                                               | Wohngebiet Rieth, Einkaufszentrum Berliner Platz | Skulptur                    | Bronze                                                                                | 1981                                                                  |                                                 | |
| Lesender Arbeiter (Ludwig Engelhardt)                      | Ludwig Engelhardt                              | Lesender Arbeiter                                                                      | egapark (Lage) | Skulptur                    | Bronze                                                                                | 1961                                                                  |                                                 | |
| Bild gesucht                                               | Lutz Hellmuth                                  | Liebespaar                                                                             | Juri-Gagarin-Ring, Skulpturengarten | Skulptur                    | Naturstein                                                                            | 1987                                                                  |                                                 | |
| Bild gesucht                                               | Werner Stötzer                                 | Liegende                                                                               | Juri-Gagarin-Ring, Skulpturengarten | Skulptur                    | Steinguss                                                                             | 1987                                                                  |                                                 | |
| Bild gesucht BW                                            |                                                | Liegender Akt                                                                          | Dreibrunnenpark (Lage) | Skulptur                    |                                                                                       |                                                                       |                                                 | |
| Bild gesucht BW                                            |                                                | Lorenz-Brun-Denkmal, Brunstein, Schwedenstein                                          | an der linken Seite eines Feldwegs, der an der katholischen Kirche in Stedten vorbei führt, und Bischleben mit Schmira verbindet; auf der Grenze zwischen Bischleben und Schmira (Lage) | Skulptur                    | Sandstein                                                                             |                                                                       | Höhe = 1,62 m, Breite = 0,45 m, Tiefe = 0,30 m  | Lorenz Brun |
|                                                            | Fritz Schaper                                  | Lutherdenkmal                                                                          | vor der Kaufmannskirche (Lage) | Skulptur                    | Bronze, Granit                                                                        | 1889                                                                  | Höhe Figur = 2,25 m, Höhe gesamt = ca. 6 m      | Martin Luther |
|                                                            | Wilhelm Mues                                   | Lutherdenkmal                                                                          | Lutherschule, Karlstraße 10 B (Lage) | Skulptur                    | Bronze                                                                                | 1912                                                                  |                                                 | Martin Luther |
|                                                            |                                                | Lutherstein                                                                            | Luthersteinweg, Stotternheim (Lage) | Skulptur                    | Granit                                                                                | 1917                                                                  |                                                 | Martin Luther |
|                                                            | Sabina Grzimek                                 | Männlicher Akt                                                                         | Stadtpark, Eingang Robert-Koch-Straße (Lage) | Skulptur                    | Bronze                                                                                | 1984                                                                  |                                                 | |
| Bild gesucht BW                                            |                                                | Mariensäule                                                                            | Domstraße (Lage) | Skulptur                    |                                                                                       |                                                                       |                                                 | |
|                                                            | Carl Meville                                   | Marinedenkmal                                                                          | Hauptfriedhof (Lage) | Skulptur                    | Stahl, Granit                                                                         | 1932                                                                  |                                                 | |
| Bild gesucht BW                                            |                                                | Mariensäule                                                                            | Domstraße (Lage) | Skulptur                    |                                                                                       |                                                                       |                                                 | |
|                                                            |                                                | Minervabrunnen                                                                         | Domplatz (Lage) | Trinkwasserbrunnen          | Seeberger Sandstein                                                                   | 1784                                                                  |                                                 | Minerva |
| Bild gesucht BW                                            | Jürgen Ellenberg                               | Napoleonstein bei Utzberg                                                              | bei Utzberg an der B7 (Lage) | Skulptur                    |                                                                                       | 1913                                                                  |                                                 | |
| Bild gesucht                                               | Christian Paschold                             | Nashorn                                                                                | egapark | Skulptur                    | Bronze                                                                                | 2006                                                                  |                                                 | Nashorn |
|                                                            | Waldo Dörsch                                   | Neuer Angerbrunnen                                                                     | Anger (Lage) | Skulptur, Zierbrunnen       | Bronze, Kunststein                                                                    | 1978                                                                  |                                                 | |
|                                                            |                                                | Notjahr-Gedenkstein 1893, Linderbacher Notstein                                        | Edmund-Schaefer-Platz | Skulptur                    |                                                                                       |                                                                       |                                                 | |
| Bild gesucht BW                                            | Hellmut Bruch                                  | o. T.                                                                                  | Johann-Sebastian-Bach-Straße, Eislaufzentrum (Lage) | Skulptur                    | Edelstahl, geformt und geschliffen                                                    | 1996                                                                  |                                                 | |
|                                                            | Gunter Lerz                                    | o. T. (Andreaslindwurm, Flügelsegment)                                                 | Webergasse 13/14 (Lage) | Skulptur                    | Stahl, Schrott, Metallfarbe, Kunstguss                                                | 1998                                                                  |                                                 | Drachenflügel |
| Bild gesucht                                               | Helmut Senf                                    | o. T.                                                                                  | Kranichfelder Straße, Landesversicherungsanstalt | Skulptur                    | Edelstahl                                                                             | 1997                                                                  | Höhe = 1,60 m                                   | |
| Bild gesucht BW                                            | Verena Kyselka                                 | o. T. (Andreaslindwurm, Schwanzsegment)                                                | Andreasstraße 16 (Lage) | Skulptur                    | Stahl, Metallfarbe                                                                    | 1998                                                                  |                                                 | Drachenschwanz |
|                                                            |                                                | Obelisk                                                                                | Domplatz (Lage) | Skulptur                    | Sandstein, Granit                                                                     | 1777                                                                  |                                                 | Friedrich Karl Joseph von Erthal |
|                                                            | Hans Walther                                   | Plastiken an der Sparkasse                                                             | Fischmarkt 1 (Lage) | Reliefs                     | Fränkischer Muschelkalkstein                                                          | 1934                                                                  |                                                 | Verkörperungen der Laster (v. l. n. r.) Gefräßigkeit, Eitelkeit, Dummheit, Faulheit, Neid und Geiz |
|                                                            | Theo Kellner, Felix Hinz Hinssen, Hans Walther | Portalschmuck am Gebäude der Ortskrankenkasse                                          | Augustinerstraße | Relief                      | Sandstein                                                                             | 1929                                                                  |                                                 | links: Verkörperung der Abteilungen Unfallstelle, Zahnklinik und Auszahlung des Kindergeldes, rechts: Mütterberatung und Rentenversorgung |
|                                                            | Heinrich Apel                                  | Raufende Knaben                                                                        | Wenigemarkt (Lage) | Skulptur, Zierbrunnen       | Bronze                                                                                | 1975                                                                  |                                                 | |
| Bild gesucht                                               | Christian Paschold                             | Relief Haupteingang                                                                    | egapark | Relief                      | Bronze                                                                                | 2006                                                                  |                                                 | |
|                                                            |                                                | Relieffries am Haus Zum Breiten Herd                                                   | Fischmarkt 16 (Lage) | Relieffries                 |                                                                                       | 1584                                                                  |                                                 | Allegorische Darstellungen der fünf Sinne (v. l. n. r.); Visius, Auditus, Odoratus, Gustus und Tactus |
|                                                            |                                                | Relieffries am Haus Zum Roten Ochsen                                                   | Fischmarkt 7 (Lage) | Relieffries                 |                                                                                       | 1562                                                                  |                                                 | Neun Felder mit personifizierten Wochentagen, Künsten und Wissenschaften. Sieben Planeten (v. l. n. r.); Saturn, Mars und Jupiter, Sol und Venus, Merkur und Luna. Acht griechische Musen: Euterpe, Klio, Thalia, Erato, Polyhymnia, Melpomene, Terpsichore und Urania. Hauszeichen Roter Ochse. |
|                                                            | Carl Melville                                  | Richard-Breslau-Denkmal                                                                | Löberwallanlagen, am Gera-Flutgraben | Skulptur                    | Fränkischer Muschelkalksandstein                                                      | 1912, umgesetzt und verkleinert 1950er Jahre                          |                                                 | Richard Breslau |
|                                                            | Israel von der Milla                           | Römer (Roland, Mann)                                                                   | Fischmarkt (Lage) | Skulptur                    | Sandstein, Farbe, Gold                                                                | 6. November 1591                                                      |                                                 | |
|                                                            | Anke Besser-Güth                               | Rosa-Luxemburg-Denkmal                                                                 | Rosa-Luxemburg-Platz (Lage) | Skulptur                    | Bronze                                                                                | 1974                                                                  |                                                 | Rosa Luxemburg |
| Rufer (Fritz Cremer)                                       | Fritz Cremer                                   | Rufer                                                                                  | Buchenwaldblick (Lage) | Skulptur                    | Bronze                                                                                | 1961                                                                  |                                                 | |
| Wandrelief Schmidtstedter Brücke 6                         | Helmut Steindorf                               | Schmidtstedter Brücke                                                                  | Schmidtstedter Brücke | Relief                      | Keramik                                                                               | 1976                                                                  |                                                 | |
| Schulkinder (Hans Klakow)                                  | Hans Klakow                                    | Schulkinder                                                                            | egapark (Lage) | Skulptur                    | Bronze                                                                                |                                                                       |                                                 | |
| Schwimmerin (Waldemar Grzimek)                             | Waldemar Grzimek                               | Schwimmerin                                                                            | egapark (Lage) | Skulptur                    | Bronze                                                                                | 1961                                                                  |                                                 | |
| Schwimmerin (Siegfried Krepp)                              | Siegfried Krepp                                | Schwimmerin                                                                            | egapark (Lage) | Skulptur                    | Bronze                                                                                | 1963                                                                  |                                                 | |
| Bild gesucht BW                                            | Lutz Hellmuth                                  | Schwimmerinnen                                                                         | Wohngebiet Rieth, Einkaufszentrum Berliner Platz (Lage) | Skulptur, Zierbrunnen       | Bronze                                                                                | 1980                                                                  |                                                 | |
| Shetlandpony (Heinrich Drake)                              | Heinrich Drake                                 | Shetlandpony                                                                           | egapark (Lage) | Skulptur                    | Bronze                                                                                | 1963                                                                  |                                                 | Shetlandpony |
|                                                            |                                                | Sibyllen-Türmchen                                                                      | Cyriakstraße | Skulptur, Andachtsbildstock | Sandstein                                                                             | zwischen 1370 und 1389, wiederhergestellt durch Lothar von Mainz 1716 |                                                 | |
| Bild gesucht                                               | Lucien den Arend                               | Skulptur aus Corten-Stahl                                                              | Löberwallanlagen | Skulptur                    | Cortenstahl                                                                           | 1994                                                                  |                                                 | |
|                                                            | Lutz Hellmuth                                  | Sorgebrunnen (Lage)                                                                    | Stadtpark | Skulptur, Zierbrunnen       | Naturstein                                                                            | 1994                                                                  |                                                 | |
|                                                            |                                                | Sowjetisches Ehrenmal                                                                  | Hauptfriedhof, Ulmenallee / Lindenallee (Lage) | Skulptur                    |                                                                                       | 1. Mai 1954                                                           |                                                 | |
| Bild gesucht                                               | Wilfried Fitzenreiter                          | Stehendes Mädchen                                                                      | egapark | Skulptur                    | Bronze                                                                                | 1975                                                                  |                                                 | |
|                                                            |                                                | Steinkreuz bei Frienstedt                                                              | an der B7 bei Frienstedt (Lage) | Skulptur                    | Sandstein vom Seeberg                                                                 |                                                                       | Höhe = 1,80 m, Breite = 0,58 m, Tiefe = 0,26 m  | Sühnekreuz |
| Bild gesucht BW                                            |                                                | Steinkreuz Marbach, Schwedenkreuzchen                                                  | 700 m westsüdwestlich Marbachs, in der Gabelung der Straße Käferberg (Lage) | Skulptur                    | Sandstein                                                                             |                                                                       | Höhe = 1,30 m, Breite = 0,60 m, Tiefe = 0,26 m  | Dolch |
|                                                            |                                                | Sühnekreuz Egstedt, Mordkreuz                                                          | Egstedt, Bechstedter Straße (Lage) | Skulptur                    | Kalksandstein                                                                         |                                                                       | Höhe = 1,22 m, Breite = 0,78 m, Tiefe = 0,25 m  | Sühnekreuz |
|                                                            |                                                | Sühnekreuz im Steigerwald (Mönchskreuz, Steinkreuz)                                    | Steiger (Lage) | Skulptur                    |                                                                                       | 1323                                                                  |                                                 | Heinrich von Siebleben |
| Bild gesucht                                               | Jaak Hillen                                    | Symphonie                                                                              | Grünanlage an der Martinsbastion der Zitadelle Petersberg | Skulptur                    | Seeberger Sandstein                                                                   | 2000                                                                  |                                                 | |
| Bild gesucht                                               | Irmtraud Ohme                                  | Tänzer II                                                                              | egapark | Skulptur                    | Cortenstahl, geschweißt                                                               | 1985                                                                  |                                                 | |
|                                                            | Walter Arnold                                  | Theodor-Neubauer-Denkmal                                                               | Campus Universität Erfurt | Skulptur                    | Bronze                                                                                | 1965                                                                  |                                                 | Theodor Neubauer |
| Bild gesucht                                               | Lutz Hellmuth                                  | Torso                                                                                  | Juri-Gagarin-Ring, Skulpturengarten | Skulptur                    | Naturstein                                                                            | 1984                                                                  |                                                 | |
|                                                            | Hans Walther                                   | Totentanz                                                                              | Barfüßerkirche | Relief                      | Bronze                                                                                | 2012                                                                  |                                                 | |
|                                                            | Christian Paschold                             | Trommsdorf-Denkmal                                                                     | Anger, Postbankgebäude | Medaillon                   | Bronze                                                                                | 2007                                                                  |                                                 | Johann Bartholomäus Trommsdorf |
|                                                            |                                                | Trinkbrunnen                                                                           | Fischmarkt (Lage) | Skulptur                    | Travertin                                                                             |                                                                       |                                                 | |
| Bild gesucht                                               | Lucien den Arend                               | Variation über BWV 2001                                                                | Grünanlage an der Martinsbastion der Zitadelle Petersberg | Skulptur                    | Friedewalder Quarzsandstein                                                           | 2000                                                                  |                                                 | |
| Bild gesucht                                               | Sibylle von Harlem                             | Variations                                                                             | Grünanlage an der Martinsbastion der Zitadelle Petersberg | Skulptur                    | Friedewalder Quarzsandstein                                                           | 2000                                                                  |                                                 | |
| Mundharmonikaspieler (Hans-Detlev Hennig)                  | Hans-Detlev Hennig                             | Vater und Sohn, Mundharmonikaspieler (Lage)                                            | egapark | Skulptur                    | Bronze                                                                                | 1964                                                                  |                                                 | |
|                                                            |                                                | Vertriebenendenkmal                                                                    | Hauptfriedhof | Skulptur                    |                                                                                       | 1994                                                                  |                                                 | Flucht und Vertreibung Deutscher aus Mittel- und Osteuropa 1945–1950 |
|                                                            |                                                | Vesperbild (Pieta)                                                                     | Allerheiligenkirche, Marktstraße (Lage) | Skulptur                    | Sandstein                                                                             | um 1390                                                               | Höhe 1,36 m                                     | Maria |
| Waidbrunnen (Arnold Bauer)                                 | Arnold Bauer                                   | Waidbrunnen                                                                            | vor dem Bartholomäusturm (Lage) | Skulptur, Zierbrunnen       | Stahl, geschmiedet und montiert                                                       | 1992                                                                  |                                                 | |
|                                                            |                                                | Waidmühlrad egapark                                                                    | egapark (Lage) | Skulptur                    |                                                                                       | 1961                                                                  |                                                 | Färberwaid |
| Bild gesucht                                               | Eckehardt Mater                                | Weiblicher Akt                                                                         | Juri-Gagarin-Ring, Skulpturengarten | Skulptur                    | Beton                                                                                 | 1987                                                                  |                                                 | |
|                                                            | Martin Wetzel                                  | Weiblicher Akt mit Tuch                                                                | Stadtpark (Lage) | Skulptur                    | Bronze                                                                                |                                                                       |                                                 | |
|                                                            | Jürgen Partenheimer                            | Weltachse                                                                              | Hugo-Preuß-Platz, Bundesarbeitsgericht (Lage) | Skulptur                    | Bronze, Farbe                                                                         | 1999                                                                  |                                                 | |
|                                                            |                                                | Weltkriegedenkmal                                                                      | Kilianipark (Lage) | Skulptur                    |                                                                                       |                                                                       |                                                 | Erster Weltkrieg, Zweiter Weltkrieg |
|                                                            | David Mannstein                                | Willy-Brandt-Denkmal                                                                   | Willy-Brandt-Platz 1–2 (Lage) | Skulptur                    | 2007                                                                                  |                                                                       |                                                 | Willy Brandt |
|                                                            | Christian Paschold                             | Zar-Alexander-Denkmal                                                                  | Anger 6 (Lage) | Skulptur                    | Sandstein, Bronze                                                                     | 2004                                                                  |                                                 | Alexander I. (Russland) |
| Bild gesucht                                               | Ian Hamilton Finlay                            | Zwei Bänke                                                                             | Hugo-Preuß-Platz, Bundesarbeitsgericht | Skulptur                    | Schiefer                                                                              | 1999                                                                  |                                                 | |
|                                                            |                                                | Flamingos (?)                                                                          | egapark (Lage) | Skulptur                    | Bronze                                                                                |                                                                       |                                                 | |
|                                                            |                                                | Krauskopfpelikan (?)                                                                   | egapark (Lage) | Skulptur                    | Bronze                                                                                |                                                                       |                                                 | |
|                                                            |                                                | Kämpfende (?)                                                                          | egapark (Lage) | Skulptur                    | Bronze                                                                                |                                                                       |                                                 | |
|                                                            |                                                | Mutter mit zwei Kindern (?)                                                            | egapark (Lage) | Skulptur                    | Bronze                                                                                |                                                                       |                                                 | |
|                                                            |                                                | Nachtkerze (?)                                                                         | egapark (Lage) | Skulptur                    | Edelstahl                                                                             |                                                                       |                                                 | |
|                                                            |                                                | Schakal (?)                                                                            | egapark (Lage) | Skulptur                    | Bronze                                                                                |                                                                       |                                                 | |
|                                                            |                                                | Sonnenscheibe (?)                                                                      | egapark (Lage) | Skulptur                    | Edelstahl, Holz                                                                       |                                                                       |                                                 | |
|                                                            |                                                | Vogel (?)                                                                              | egapark (Lage) | Skulptur                    | Edelstahl                                                                             |                                                                       |                                                 | |
|                                                            |                                                | Vogelbrunnen (?)                                                                       | egapark (Lage) | Zierbrunnen                 | Edelstahl                                                                             |                                                                       |                                                 | |
|                                                            |                                                | Vogelbrunnen (?)                                                                       | egapark (Lage) | Zierbrunnen                 | Edelstahl                                                                             |                                                                       |                                                 | |
| Befreiung - 1 Räume durchschreitend (Lutz Hellmuth)        | Lutz Hellmuth                                  | Befreiung - 1 Räume durchschreitend                                                    | egapark (Lage) | Skulptur                    | Bronze                                                                                | 1986                                                                  |                                                 | |
| Befreiung - 2 Verweilend (Lutz Hellmuth)                   | Lutz Hellmuth                                  | Befreiung - 2 Verweilend                                                               | egapark (Lage) | Skulptur                    | Bronze                                                                                | 1986                                                                  |                                                 | |
| Befreiung - 3 Die Ferne sehend (Lutz Hellmuth)             | Lutz Hellmuth                                  | Befreiung - 3 Die Ferne sehend                                                         | egapark (Lage) | Skulptur                    | Bronze                                                                                | 1986                                                                  |                                                 | |
| Eselreiter (Gerhard Geyer)                                 | Gerhard Geyer                                  | Eselreiter                                                                             | egapark (Lage) | Skulptur                    | Bronze                                                                                | 1986                                                                  |                                                 | |
| Fuchs und Storch (Harald Stieding)                         | Harald Stieding                                | Fuchs und Storch                                                                       | egapark (Lage) | Skulptur                    | Bronze                                                                                | 1975                                                                  |                                                 | |
| Große Stehende (Wolfgang Friedrich)                        | Wolfgang Friedrich                             | Große Stehende                                                                         | egapark (Lage) | Skulptur                    | Bronze                                                                                | 1982                                                                  |                                                 | |
| Große Stele (Gerhard Dölz)                                 | Gerhard Dölz                                   | Große Stele                                                                            | egapark (Lage) | Skulptur                    | Bronze                                                                                |                                                                       |                                                 | |
| Gärtnerin (Helmut Braun)                                   | Helmut Braun                                   | Gärtnerin                                                                              | egapark (Lage) | Skulptur                    | Bronze                                                                                | 1962                                                                  |                                                 | |
| Inge (Walter Arnold)                                       | Walter Arnold                                  | Inge                                                                                   | egapark (Lage) | Skulptur                    | Bronze                                                                                | 1961                                                                  |                                                 | |
| Jugend (Walter Arnold)                                     | Walter Arnold                                  | Jugend (Landarbeiterin / Jugend – Baumeister der DDR / Gartengöttin)                   | egapark (Lage) | Skulptur                    | Bronze                                                                                | 1961                                                                  |                                                 | |
| Kind mit Blume (Eberhard Reppold)                          | Eberhard Reppold                               | Kind mit Blume                                                                         | egapark (Lage) | Skulptur                    | Bronze                                                                                | 1962                                                                  |                                                 | |
| Knabe im Vogel (Alfred Priebe)                             | Alfred Priebe                                  | Knabe im Vogel                                                                         | egapark (Lage) | Skulptur                    | Bronze                                                                                | 1960                                                                  |                                                 | |
| Lesendes Mädchen (Heinz Beberniß)                          | Heinz Beberniß                                 | Lesendes Mädchen                                                                       | egapark (Lage) | Skulptur                    | Bronze                                                                                | 1964                                                                  |                                                 | |
| Löwe und Maus (Peter Fritzsche)                            | Peter Fritzsche                                | Löwe und Maus                                                                          | egapark (Lage) | Skulptur                    | Bronze                                                                                | 1979                                                                  |                                                 | |
| Lütt-Matten (Walther Preik)                                | Walther Preik                                  | Lütt-Matten                                                                            | egapark (Lage) | Skulptur                    | Bronze                                                                                | 1981                                                                  |                                                 | |
| Musizierende Mädchen (Gerhard Geyer)                       | Gerhard Geyer                                  | Musizierende Mädchen                                                                   | egapark (Lage) | Skulptur                    | Bronze                                                                                | 1979                                                                  |                                                 | |
| Oberbürgermeister Georg Boock (Christian Rost)             | Christian Rost                                 | Oberbürgermeister Georg Boock                                                          | egapark (Lage) | Skulptur, Porträtbüste      | Bronze                                                                                | 1965                                                                  |                                                 | |
| Serviererin (Waldemar Grzimek)                             | Waldemar Grzimek                               | Serviererin                                                                            | egapark (Lage) | Skulptur                    | Bronze                                                                                | 1961                                                                  |                                                 | |
| Sichelsteingruppe (Gerhard Dölz)                           | Gerhard Dölz                                   | Sichelsteingruppe                                                                      | egapark (Lage) | Skulptur                    | Keramik                                                                               |                                                                       |                                                 | |
| Sitzende (Wilfried Fitzenreiter)                           | Wilfried Fitzenreiter                          | Sitzende                                                                               | egapark (Lage) | Skulptur                    | Bronze                                                                                | 1978                                                                  |                                                 | |
| Sonnenuhr                                                  |                                                | Sonnenuhr                                                                              | egapark (Lage) | Skulptur                    | Bronze                                                                                | 1978                                                                  |                                                 | |
| Spielende Hunde (Walther Preik)                            | Walther Preik                                  | Spielende Hunde                                                                        | egapark (Lage) | Skulptur                    | Bronze                                                                                | 1978                                                                  |                                                 | |
| Spielende Hunde (Walther Preik)                            | Walther Preik                                  | Spielende Hunde                                                                        | egapark (Lage) | Skulptur                    | Bronze                                                                                |                                                                       |                                                 | |
| Stehende (Wieland Förster)                                 | Wieland Förster                                | Stehende                                                                               | egapark (Lage) | Skulptur                    | Bronze                                                                                |                                                                       |                                                 | |
| Stehender Knabe (Wilfried Fitzenreiter)                    | Wilfried Fitzenreiter                          | Stehender Knabe                                                                        | egapark (Lage) | Skulptur                    | Bronze                                                                                |                                                                       |                                                 | |
| Stehendes Mädchen (Wilfried Fitzenreiter)                  | Wilfried Fitzenreiter                          | Stehendes Mädchen                                                                      | egapark (Lage) | Skulptur                    | Bronze                                                                                |                                                                       |                                                 | |
| Stele mit Auge (Gerhard Dölz)                              | Gerhard Dölz                                   | Stele mit Auge                                                                         | egapark (Lage) | Skulptur, Stele             | Keramik                                                                               |                                                                       |                                                 | |
| Tordenkmal (Erwin Mosen)                                   | Erwin Mosen                                    | Tordenkmal                                                                             | egapark (Lage) | Skulptur                    | Sandstein                                                                             |                                                                       |                                                 | |
| Traktoristin (Walter Arnold)                               | Walter Arnold                                  | Traktoristin                                                                           | egapark (Lage) | Skulptur                    | Bronze                                                                                | 1961                                                                  |                                                 | |